# Pierrepont (Calvados)
Pierrepont é uma comuna francesa na região administrativa da Normandia, no departamento Calvados. Estende-se por uma área de 4,38 km². Em 2010 a comuna tinha 92 habitantes (densidade: 21 hab./km²).